# ژان-مارک گیو
ژان-مارک گیو (انگلیسی: Jean-Marc Guillou؛ زادهٔ ۲۰ دسامبر ۱۹۴۵) بازیکن و مربی فوتبال فوتبال اهل فرانسه است.
از باشگاه‌هایی که در آن بازی کرده‌است می‌توان به باشگاه فوتبال کن، باشگاه فوتبال نیس، و باشگاه فوتبال آنژه اشاره کرد.
وی همچنین در تیم ملی فوتبال فرانسه بازی کرده‌است.